# 盧格利山
46°26′35″N 7°30′36″E / 46.442994°N 7.510014°E
盧格利山（Luegli），是瑞士的山峰，位於該國中部，由伯恩州負責管轄，屬於伯爾尼山的一部分，處於阿德爾博登西南面6公里，海拔高度2,091米。